# ペロケトゥス科
- ペロケトゥス科
- ペロケトス科
- ペロケタス科
- ペロセタス科

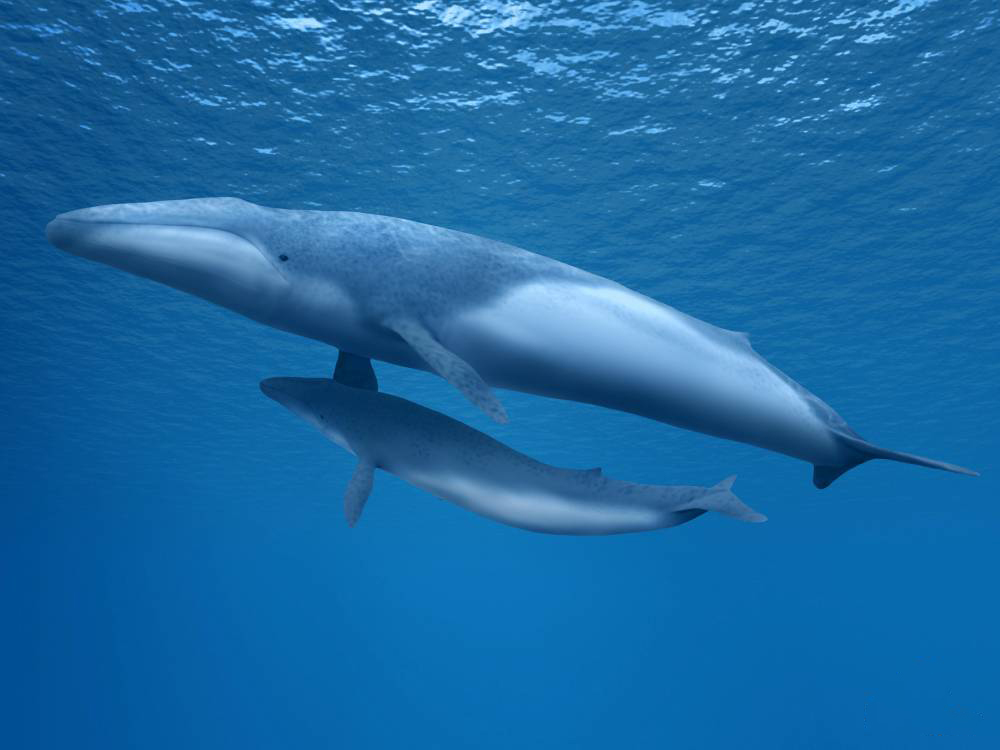
Parietobalaena yamaokai（ヤマオカクジラ）の母子の生態復元想像図（2017年作）

ペロケトゥス科（ペロケトゥスか、学名：Familia Pelocetidae）は、約1597万年前から約724.6万年前にかけて（新生代新第三紀中新世の中葉から後期半ばにかえて）の大西洋・太平洋・南極海（寒冷化以前の南極海）に棲息していた化石クジラ類 (cf.) の1タクソン（分類群）。鯨偶蹄目ヒゲクジラ亜目ナガスクジラ上科に分類される1科である。
化石は、当時の大西洋区域（ヨーロッパ〈ドイツ、オランダ、ベルギー、フランス〉、アメリカ合衆国東海岸〈メリーランド州、バージニア州、フロリダ州〉）、当時の太平洋区域（アメリカ合衆国西海岸〈オレゴン州、カリフォルニア州〉、メキシコ、ペルー、日本）、当時の南極海区域（ニュージーランド南島、オーストラリア南部）から発見されている。

## 名称

### 学名
学名の言語的由来については情報を確認できない。ただ、cetus は「クジラ」を意味しており、古典ラテン語で「大型の海洋動物（クジラ、サメなど）」を意味する "cētus（日本語音写例: ケートゥス）" から来ている。

### 和名
"cetus" （科名としては -cet(us)-idae）の読みについて日本語は表記揺れ・言葉の揺らぎが大きく、また、研究者によっても異なる場合があるため、一つに絞ることができない。古典ラテン語発音準拠であれば「ケトゥス」であるが、古典ラテン語発音準拠形の日本語転訛形「ケトス」、ラテン語発音と英語発音のちゃんぽん形「ケタス」、そして、英語発音準拠の「セタス」がある。したがって、これらの揺らぎを反映する形で、本科の和名には右最上段に示した4種類がある。

## 分類

### 上位分類
- Superfamilia Balaenopteroidea Steeman, 2007 ｜ ナガスクジラ上科
  - Familia Balaenopteridae Gray, 1864 ｜ ナガスクジラ科
  - Familia Eschrichtiidae Ellerman et Morrison-Scott, 1951 ｜ コククジラ科
  - †Familia Pelocetidae Steeman, 2007 ｜ ペロケトゥス科

### 下位分類
- †Familia Pelocetidae Steeman, 2007 ｜ ペロケトゥス科

産出年代：15.97 - 7.246 Ma（約1597万年前 - 約724.6万年前）。
- - Genus Cophocetus Packard et Kellogg, 1934 [7] ｜ コフォケトゥス属
    - Cophocetus oregonensis Packard et Kellogg, 1934 ｜ コフォケトゥス・オレゴネンシス

産出年代：15.97 - 11.608 Ma（約1597万年前 - 約1160.8万年前）。
化石産出地：アメリカ合衆国西海岸（オレゴン州、カリフォルニア州）。
- - Genus Halicetus Kellogg, 1969 [8] ｜ ハリケトゥス属
    - Halicetus ignotus Kellogg, 1969 ｜ ハリケトゥス・イグノトゥス

産出年代：13.65 - 11.608 Ma（約1365万年前 - 約1160.8万年前）。
化石産出地：アメリカ合衆国東海岸（メリーランド州、バージニア州）。
- - Genus Parietobalaena Kellogg, 1924 ｜ パリエトバラエナ属

産出年代：15.97 - 7.246 Ma（約1597万年前 - 約724.6万年前）。
化石産出地：アメリカ合衆国東海岸（メリーランド州、バージニア州、フロリダ州）、オランダ、ベルギー、アメリカ合衆国西海岸（カリフォルニア州）、メキシコ、日本、ニュージーランド（南島）、オーストラリア（南部）。
- -     - Parietobalaena affinis Van Beneden et Gervais, 1868 ｜ パリエトバラエナ・アッフィニス
    - Parietobalaena campiniana Bisconti et al., 2013 ｜ パリエトバラエナ・カンピニアナ
    - Parietobalaena laxata Van Beneden, 1880 ｜ パリエトバラエナ・ラクサタ
    - Parietobalaena palmeri Kellogg, 1924 ｜ パリエトバラエナ・パルメリ
    - (?)Parietobalaena securis Kellogg, 1931 ｜ パリエトバラエナ・セクリス
    - Parietobalaena yamaokai Otsuka et Ota, 2008 ｜ パリエトバラエナ・ヤマオカイ、ヤマオカクジラ[11][12]（山岡クジラ[13]）

  - Genus Pelocetus Kellogg, 1965 [14] ｜ ペロケトゥス属

産出年代：15.97 - 11.608 Ma（約1597万年前 - 約1160.8万年前）。
化石産出地：アメリカ合衆国東海岸（メリーランド州、バージニア州）、フランス、ペルー、日本。
- -     - Pelocetus calvertensis Kellogg, 1965 ｜ ペロケトゥス・カルヴェルテンシス
    - Pelocetus mirabilis Ginsburg et Janvier, 1971 ｜ ペロケトゥス・ミラビリス

## 記載者
- M. E. STEEMAN (Mette Elstrup Steeman)（メッテ・エルストルップ・ステーマン）

デンマーク人。古生物学者。ユトランド博物館群 (Museum Sønderjylland) の南ユトランド博物館 (Museum of Southern Jutland) 古生物学部に所属。

## 論文

### 記載論文
- Steeman, M. E. (02 August 2007). “Cladistic analysis and a revised classification of fossil and recent mysticetes”. Zoological Journal of the Linnean Society 150 (4):  875-894. doi:10.1111/j.1096-3642.2007.00313.x. 
  - 記載された科：Pelocetidae Steeman, 2007

### 他の研究論文
- 木村敏之、長谷川善和、大澤仁、上田隆人、山岡隆信「広島県庄原市の中新統備北層群より産出したヒゲクジラ類化石」『群馬県立自然史博物館研究報告』第14巻、群馬県立自然史博物館、2010年、29-36頁。
- Tsai, Cheng-Hsiu; Fordyce, R. Ewan (18 April 2018). “A new archaic baleen whale Toipahautea waitaki (early Late Oligocene, New Zealand) and the origins of crown Mysticeti”. Royal Society Online Science (The Royal Society). doi:10.1098/rsos.172453.